# 南汇嘴观海公园

南汇嘴观海公园全景图

南汇嘴观海公园位于上海市浦东新区南汇新城，由上海港城開發（集團）有限公司投資建設，2006年3月20日正式對外開放。該公園占地1.82公顷，东临东海，有着一段滩涂，可以清晰看到海上的东海大桥，西临滴水湖，公园是由填海而成的。“司南鱼”是南汇嘴观海公园的标志性建筑，由不锈钢钢管构成。周末会吸引许多上海市区民众前来观光，也是观星爱好者位于上海的最佳观星位置之一。

## 附近交通
浦东33路：方向 滴水湖地铁站